# Henrik Gál
Henrik Gál (ur. 5 marca 1947 w Földes) – węgierski zapaśnik walczący przeważnie w stylu wolnym. Dwukrotny olimpijczyk. Siódmy w Monachium 1972 i czwarty w Montrealu 1976. Walczył w kategorii 52 kg.
Czwarty na mistrzostwach świata w 1975. Mistrz Europy w 1976, drugi w 1970 i trzeci w 1973 roku.
- Turniej w Monachium 1972

Wygrał z Willim Bockiem z NRD i Mario Sabatinim z RFN, a przegrał z Kim Gwong-hyongiem z Korei Północnej i Sudeshem Kumarem z Indii.
- Turniej w Montrealu 1976

Wygrał z Fritzem Nieblerem z RFN, Diego Lo Brutto z Francji i Habibem Fattahim z Iranu, a przegrał z Jeon Hae-seopem z Korei Południowej i Yūji Takadą z Japonii.